# Schaagbachtal
Koordinaten: 51° 7′ 44″ N, 6° 10′ 13″ O

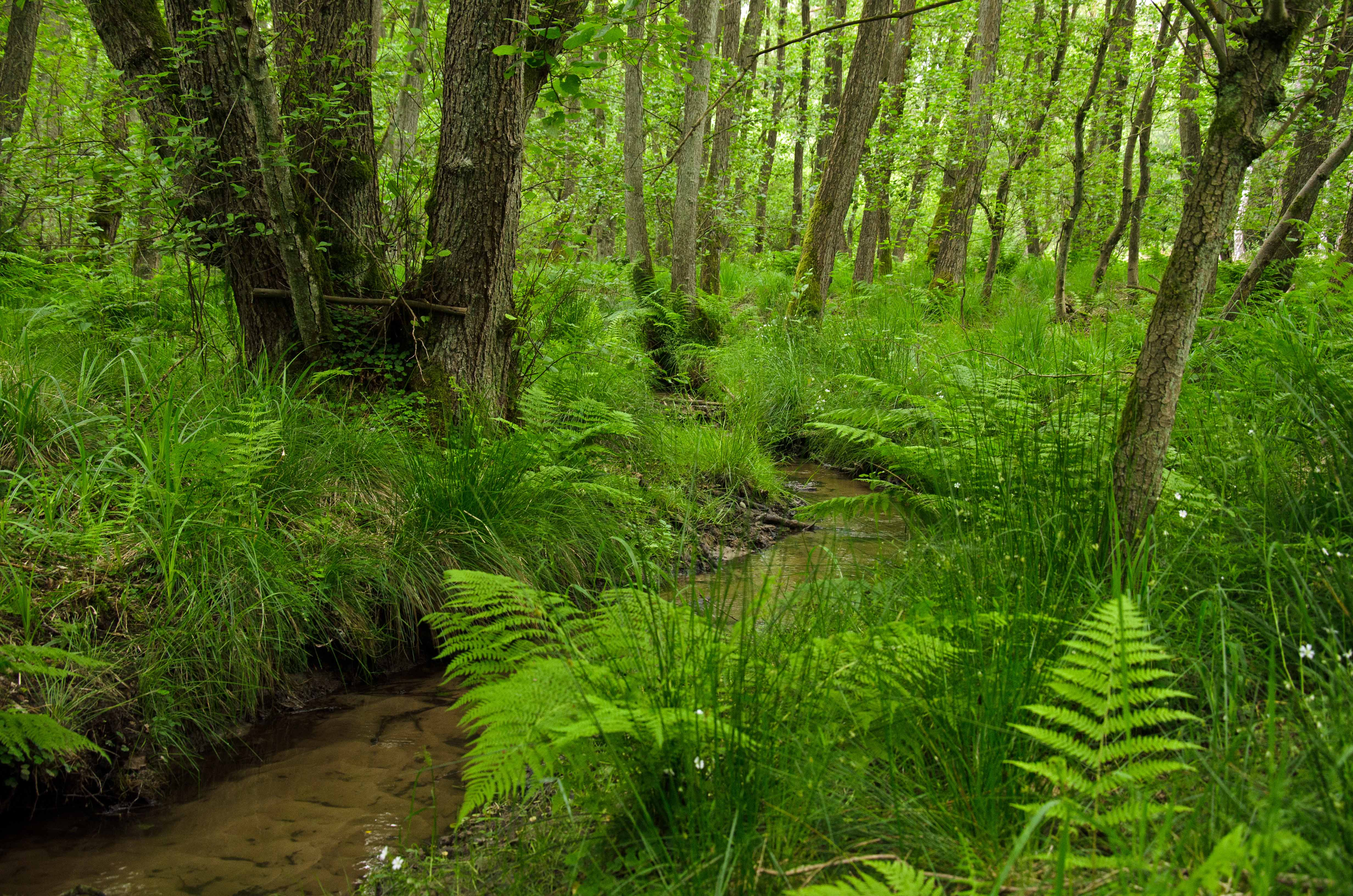
Naturschutzgebiet Schaagbachtal: Quellgebiet des Schaagbaches (Mai 2014)

Das Naturschutzgebiet Schaagbachtal liegt auf dem Gebiet der Stadt Wassenberg im Kreis Heinsberg in Nordrhein-Westfalen.
Das aus drei Teilflächen bestehende Gebiet erstreckt sich nordwestlich, nördlich und nordöstlich der Kernstadt Wassenberg entlang des Schaagbaches, eines rechten Nebengewässers der Rur. Nördlich des Gebietes verläuft die Staatsgrenze zu den Niederlanden.

## Bedeutung
Das etwa 191,3 ha große Gebiet wurde im Jahr 1985 unter der Schlüsselnummer HS-004 unter Naturschutz gestellt. Schutzziele sind
- die Erhaltung von Quellgebieten und naturnahen Bachläufen,
- die Erhaltung und Weiterentwicklung von Bruchwäldern und Auwäldern als wertvolle Lebensräume für bedrohte Pflanzen- und Tierarten wie Königsfarn, Sumpffarn, Kleinem Wasserschlauch und Eisvogel und
- die Erhaltung und Wiederherstellung naturnaher Laubwaldreste inmitten ausgedehnter, naturferner Nadelforste als Lebensraum für Höhlenbrüter und andere waldbewohnende Tiere, als Beispiel für der potentiellen natürlichen Vegetation entsprechenden Waldgesellschaften und als Vernetzungsglieder im Biotopverbund.[2]